# Правило ложного положения
Правило ложного положения — бывший распространённый метод решения уравнений, основанный на замене неизвестного произвольным числом и последующим его нахождением на основе пропорциональности. Известно его использование египетскими писцами, и, многим реже, вавилонянами. Было особенно распространено в Европе в конце Средних веков и начале Нового времени.

## Простейший пример использования
Известно, что профессор прочитал на 24 книги по математике больше, чем его студент, а вместе они прочитали в 6 раз больше, чем один вместе взятый студент. Сколько книг прочитал студент?
Составим и приведём к классическому виду ({\displaystyle kx=b}) уравнение, приняв за неизвестное количество книг, прочитанное студентом:
{\displaystyle (24+x)+x=6x,\quad 4x=24.}
Произвольно возьмём за неизвестное число {\displaystyle 12} и попробуем решить:
{\displaystyle 4\times 12=24,\quad 48=24.}
Видим, что {\displaystyle 24} в два раза меньше {\displaystyle 48}, а значит и неизвестное в два раза меньше {\displaystyle 12}. Или можно выразить как
{\displaystyle {\frac {24}{48}}={\frac {x}{12}},\quad x=6.}
Таким образом мы находим количество книг, равняющееся {\displaystyle 6}, прочитанное студентом.

## История
Использование правила ложного положения можно встретить в древнеегипетских текстах, таких как Московский математический папирус и в более позднем папирусе Ахмеса (также известен как папирус Ринда или папирус Райнда), оба являются древнеегипетскими задачниками, а также в клинописных табличках Вавилонии.
В поздней античности возникло правило двойного ложного положения, историческими источниками тому служат китайская и арабская математическая литература, в последней получило самое обширное распространение. Арабы, судя по всему, получили данное знание от индусов.
Из арабской литературы правило попадает в средневековую Европу, в ней ему уделил внимание Фибоначчи (Леонардо Пизанский) в своей книге абаке (1202 г.), из которой, по-видимому, другие европейские математики и брали этот термин для своих трудов.
В России упоминается в Арифметике, первом печатном курсе математики на книжно-славянском языке, подготовленном Л. Ф. Магницким, математиком и педагогом.